# محمد علي أبو قطاطي
محمد علي أبو قطاطي، شاعر غنائي سوداني بارز

## ميلاده
ولد محمد علي أبو قطاطي، ويكتب أيضا أبوقطاطي (بوصل كلمة «أبو» بكلمة «قطاطي»)، في عام 1931 م، في قرية العجيجة الجموعية إحدى قرى منطقة كرري الواقعة شمال مدينة بأم درمان بالضفة الغربية لنهر النيل، في السودان.
وأمه هي السيدة زينب بنت محمد، وأبوه دفع الله بن محمد علي، الذي أطلق عليه أسم«محمد علي» تيمناً بجده محمد علي.

## تعليمه
عندما بلغ محمد علي الرابعة من عمره أدخله والده خلوة الشيخ الفاضل الفكي بالقرية وهي مدرسة قرآنية وفيها تعلم مبادئ القراءة والكتابة وحفظ آيات القرآن وعندما انتقلت الأسرة إلى جزيرة سلانج الواقعة شمال الخرطوم للإقامة فيها، التحق محمد علي أبو قطاطي بخلوة الشيخ حسن البصري وأمضى فيها ست سنوات.
وعرف عن أبي قطاطي عصاميته في التعليم، إذ لم يزد تعليمه المنتظم أكثر من مستوى الخلاوي فقام بتعليم نفسه بنفسه وتثقيف ذاته، وكتب وهو في صغره كتاباً عن أصول وقواعد وبلاغة اللغة العربية. وقرأ الكثير من أعمال سلفه من الشعراء والأدباء العرب ومن بينهم سودانيين. يقول في مقدمة ديوانه «درب المحبة»: «لقد استفدت كثيراً من مقامات الحريري، كما أعجبت بأشعار عنترة وابن الفارض والمتنبي وأحمد شوقي، ومن السودانيين التيجاني يوسف بشير والحردلو وخليل فرح، وكذلك محمد المهدي المجذوب».
ويطلق على محمد علي أبوقطاطي شاعر القرية أو الريف لبساطة كلماته.

## مسيرته الأدبية
بدأ كتابة الشعر منذ عام 1950 م وكانت أعماله آنذاك مقتصرة على قصائد وطنية كان يقدمها في الندوات السياسية ولأهله وأصدقائه، على شكل قصائد الدوبيت وكان يرسل بعض أشعاره تلك إلى الإذاعة السودانية في أم درمان ليتم تقديمها في برنامج للمطارحة الشعرية يسمى «مجادعة بالدوبيت» كما كان يرسل البعض الآخر للنشر في صحيفة «الصراحة» السودانية التي كان يترأس تحريرها الصحفي السوداني الشهير عبد الله رجب والذي شجعه في الإستمرار في كتابة الشعر. وكان لقائه بالشاعر السوداني عمر البنا بمثابة نقطة تحول بالنسبة إليه والذي يعتبره أبو قطاطي المكتشف الأول لشاعريته حيث قدمه إلى بعض كبار الشعراء. ومن ثم إتجه أبو قطاطي نحو الشعر الغنائي وكانت أول قصيدة غنائية كتبتها بعنوان «شُفتِك» وغناها الفنان بابكر أحمد وبعدها توالى المطربون السودانيون في تلحين كلمات قصائده وغنائها ومن أوائل من غنى له المطربة السودانية الرحمة مكي والفنانة فاطمة الحاج والفنانة مهلة العبادية. اما من تغى له من الأصوات الرجالية في ذلك الزمن فيشمل الفنانون بابكر أحمد وحسين بدير وخالد إسماعيل وعوض دراج.

## حياته العملية
عمل بالهيئة القومية للمياه في الخرطوم بالسودان.

## أعماله الأدبية واسلوبه الأدبي
نظم ابوقطاطي الشعر الغنائي باللهجة السودانية العربية ويمتاز شعره بالبساطة في مفردات قصائده وقوة مضامينه. 
وعمقها وتعدد جوانبها الجمالية من بلاغة وبيان. ويمكن ادراجها ضمن ما يعرف بالشعر السهل الممتنع وكثيرا ما ترتبط قصائده بعناصر مثل الماء والزرع والنسيم وهدوء المكان.
ومن قصائده التي لاقت رواجا قصيدة الأماني العذبة التي غناها خليل إسماعيل ويقول فيها:
كم سهرت الليل وكم سـالت دموعي
والألم في قلبي أصبح شيء طبيعي
والشباب أفنيتو أبحث عن وجيعي
عشت راهــب بين تراتيلي وخشوعي

## ديوانه
له ديوان واحد منشور بعنوان: «درب المحبة»

## موضوعات شعره
كتب أبو قطاطي الشعر الوطني والعاطفي والحماسي وتتنوع الموضوعات التي عالجها في شعره. فقد كتب عن التضحية من اجل الوطن وعن جمال المرأة وسماحة البادية وانسانها البسيط وخصاله الحميدة من كرم وجود ومروءة. كما كتب اشعار مناهضة للإستعمار الإنجليزي للسودان 
ويقول في إحدى قصائده:
جانا دخيل عينهو خُضُر
خلا حياتنا جحيم وجمر
وحول الحماسة والشهامة تناول في قصيدة كتبها ردا علي من طعن في خصال قبيلة الجموعية السودانية عن الكرم المشهود لدى القبيلة وعن القنا التي تخوضها:
الفينا مشهودة عارفانا المكارم أنحنا بنقودا
والحارة بنخوضا

## دوره في الشعر الغنائي السوداني
أسهم أبو قطاطي في ترقية الغناء السوداني بكلماته منذ بداية الخمسينيات وكتب قصائد غنائية نالت اعجاب الجمهور السوداني ومن ابرزها أغنية «الأماني العذبة» التي تغنى بها الفنان خليل إسماعيل وقصيدة «نبع الحنان» للفنان زيدان إبراهيم. وقد تغنى عددا كبيراً من المغنيين السودانيين بقصائده منذ خمسينيات القرن الماضي حيث بثت الإذاعة السودانية أولى أغنيات كلماته مباشرة على الجمهور عبر مكبرات الصوت لعدم وجود أجهزة بث آنذاك. ومن تغنوا له في تلك الفترة: بابكر حمد، علي أبو الجود، حسن بدير، أولاد شمبات، خالد إسماعيل. كما غنى له فيما بعد عثمان الشفيع وعائشة الفلاتية وفاطمة الحاج ومنى الخير ومحمد وردي وصلاح بن البادية والثنائي الغنائي ميرغني المأمون وأحمد حسن جمعة وغيرهم.

## علاقته مع كوريا
عرف عن أبي قطاطي بأنه صديق للكوريين فقد منحته جمهورية كوريا الشعبية الديمقراطية وساما وصنعت له تمثالا مصغرا وضع في قاعة الاجتماعات الكبرى في بيونغ يانغ. وتحدث أبو قطاطي عن هذه العلاقة في إحدى مقابلاته الصحفية. حيث ذكر بأن أحدا لم يعرفه بكوريا من قبل ولم يقدمه إليها. فقد أحبها بنفسه رغم المقاطعة السياسية لها في السودان قبل عهد الرئيس نميري الذي اعترف بها وفتح سفارة للسودان في عاصمتها بيونغ يانغ، فبدأ أبوقطاطي في كتابة أشعار حول كوريا باللغة العربية قام معهد اللغات الأجنبية هناك بترجمتها إلى اللغة الكورية ومن تلك الأشعار ملحمة عن تحرير كوريا من الاحتلال الياباني ووصلت ترجمة تلك الملحمة الشعرية إلى الرئيس الكوري كيم إيل سونغ الذي طلب توجيه دعوة إلى أبي قطاطي لزيارة بيونغ يانغ وحضور احتفالات تلك البلاد بعيد تحريرها. ولبى أبو قطاطي الدعوة حيث تم تكريمه من قبل الرئيس الكوري. وقد ظلت الحكومة الكورية توجه إليه الدعــوة بإستمرار لحضور احتفالات عيدها الوطني.
يقول مطلع القصيدة التي وطدت علاقته بكوريا:
(عناقيد من المنثور والمنظوم)
نهر النيل يناجي نهر ديدونغ كان
ويعرف أن ضوء الشمس يسطع فوق بان مونغوم
وترى شيكان يقص حديث بونق هاري وبت أوسان
و أم درمان تعانق طيف مانيونغ دايا بالأحضان
ومارنجان تغني لحن ساروون
و بورتسودان تصافح أرض شوسا سري

## قالوا عنه
قال عنه الشاعر السوداني مصطفى سند: «لقد حمل أبو قطاطي بين جنبيه طهارة الريف، ونقاء وصفاء التعفف
الحضاري، المستمد من المعرفة، فهمس بعواطفه المنظومة شعراً فيه الكثير من الروعة والجمال». أما السر قدور فيقول عنه: «الشاعر أبو قطاطي صاحب مكانة وريادة في الوسط الفني والثقافي السوداني عرفه الناس منذ مطلع الستنيات من القرن الماضي كأحد الشعراء المجيدين في ساحة الغناء».

## جوائزه
حصل محمد علي أبو قطاطي على:
- نوط الجدارة في مهرجان الثقافة بالسودان في عام 1980 م من قبل الرئيس جعفر نميري
- وسام الجمهورية من جمهورية كوريا الديمقراطية في عام 1982 م، من الرئيس الكوري كيم ايل سونغ

وتم تكريمه من قبل عدة جهات ثقافية منها دار فلاح للغناء الشعبي، وزارة الثقافة، ومنتدي روان، اللجنة الثقافية لنادي المريخ- اذاعة الرياضية.

## وفاته
توفي أبو قطاطي في 21 أبريل / نيسان 2016 بمستشفى السلاح الطبي في الخرطوم ودفن في مسقط رأسه بإم درمان.

## نماذج من أعماله الشعرية

### الأماني العذبة
الأماني العذبة تتراقص حيالي
والأمل بسام يداعب في خيالي
حُلم بُكرة  وذكرى أيامي الخوالي
بُكرة يا قلبي الحنين تلقي السعادة
تبقي هاني وابتساماتك مُعادة
والسرور يملأ حياتي ويبقي زادها
وعيني تَشبَع نوم بعد ما طال سهادا
وأنسى غُلبي    والرياحين تملأ دربي
و أمسح الدمع اللي يسيل يسقي الوســادة
كم سهرت الليل وكم سـالت دموعي
والألم في قلبي أصبح شيء طبيعي
والشباب أفنيته أبحث عن وَجيعي
عشت راهــب بين تراتيلي وخشوعي
بكرة تتحقق أمــاني
والفؤاد يرتاح ويتبسم زماني
والسعادة تكون جزاء صبري وصَنيعي

### يسحروك
في بنات الجيل بشوف حسنك فريد
فيك قوام زى الغصن وكتين يميل
والجمال الفاتن الفات الحدود
وربنا يغطيك من عين الحسود
والله خايف في مشيتك يسحروك
بسحروك يا السمحة لو شافو الخدود
ولا شافو الأعين المكحولة سود
خوفى بس يالسمحة ما تصيبك عيون
بسحروك في البسمة لو شافوا السنون
والسمار الباقى ليك يا حلوة لون
والدلال والروقة والنغم الحنون
يا شبيهة الحور بخاف ما يسحروك
العجيب كل الحسان منك تغير
شافن الجسم اللطيف زى الحرير
والغزال حاسدك عشان فيك الضمير
والهلال من نور جبينك يستعير
بسحروك الناس عشان ما بشبهوك

### الفينا مشهودة
الفينا مشهودة عارفانا المكارم أنحنا بنقودا
والحارة بنخوضا
الزول بفتخر يباهي بالعندو
نحن أسياد شهامة والكرم جندو
ما في وسطنا واحداً ما انكرب زندو
البعجز  يقع بيناتنا بنسندو
الليلة بنخوضا
ركابين عليهو الناصع أب غرة
نتباشر وقت نلقى الكلام حرة
ما بننفز يمين إن متنا فد مرة
الخواف ده ما حر منو نتبرأ
الليلة بنخوضا
للجار والصديق عشرتنا تتمنى
بنصون الأمانة السيدا أمنا
المغرور ندوسو ونعدموا الطنة
شافعنا بيرى الموت في الركاب سنة